# Lucillos
Lucillos – gmina w Hiszpanii, w prowincji Toledo, w Kastylii-La Mancha, o powierzchni 40,5 km². W 2011 roku gmina liczyła 656 mieszkańców.